# County Offaly
County Offaly (irsk: Contae Uíbh Fhailí) er et county i Republikken Irland, hvor det ligger i provinsen Leinster.
County Offaly omfatter et areal på 1.999 km² med en samlet befolkning på 70.604 (2006). 
Det administrative county-center ligger i byen Tullamore.
- Wikimedia Commons har flere filer relateret til County Offaly

53°15′N 7°30′V / 53.25°N 7.5°V